# Iridogorgia splendens
Iridogorgia splendens är en korallart som beskrevs av Watling 2007. Iridogorgia splendens ingår i släktet Iridogorgia och familjen Chrysogorgiidae. Inga underarter finns listade i Catalogue of Life.